# Constant Vanden Berghen
Constant Vanden Berghen ( 1914 - 2004 ) fue un botánico, y briólogo belga, que realizó extensas expediciones botánicas a Túnez, Sudáfrica, Zimbabue, Senegal; y en Irlanda, Andorra, Bélgica, Grecia, Hungría, Islandia.

## Algunas publicaciones
- 1955. Hepaticae ... Volumen 4 de Exploration hydrobiologique du lac Tanganika (1946-1947): Résultats scientifiques. 5 pp.
- 1971. Cololejeunea leonardii Vanden Berghen, hépatique épiphylle nouvelle du Burundi. 4 pp.
- 1978. Notes sur quelques Lejeunéacées holostipées africaines . 10 pp.
- 1982. Le genre Frullania Raddi (Hepaticae) a Madagascar: récoltes de P. Tixier. 5 pp.

### Libros
- 1945. Genera des Lejeuneaceae. Ed. Univ. Libre. 62 pp.
- 1955. Hépatiques. Flore générale de Belgique. Vol. 1 de Bryophytes. Ed. Jardin botanique de l'État. 131 pp.
- 1933. Étude sur la végétatieon des Grands Causses du Massif-Central de France. Vol. 1 de Mémoires de la Société Royale de Botanique de Belgique. 333 pp.
- 1972. Hépatiques épiphylles récoltées au Burundi par José Lewalle. 64 pp.
- 1973. Frullania teneriffae (F.Web.) Nees en Islande. 366 pp.
- 1977. Hépatiques épiphylles récoltées par J. L. De Sloover au Kivu (Zar̈e), au Rwanda et au Burundi. 48 pp.
- 1981. Flora van de levermossen en de hauwmossen van België. Ed. Nationale Plantentuin van België. 152 pp.
- 1982. Initiation à l'étude de la végétation. Ed. Jardin botanique nationale. 263 pp.
- 1984. Le genre Lopholejeunea (Spruce) Schiffn. (Lejeuneaceae, Hepaticae) en Afrique. 72 pp.
- Stephan R. Gradstein, C. Vanden Berghen. 1985. Schiffneriolejeunea sect. Pappeanae en Afrique. 21 pp.
- La abreviatura «Vanden Berghen» se emplea para indicar a Constant Vanden Berghen como autoridad en la descripción y clasificación científica de los vegetales.[2]